# اجرای هملت در تئاتر هنری مسکو

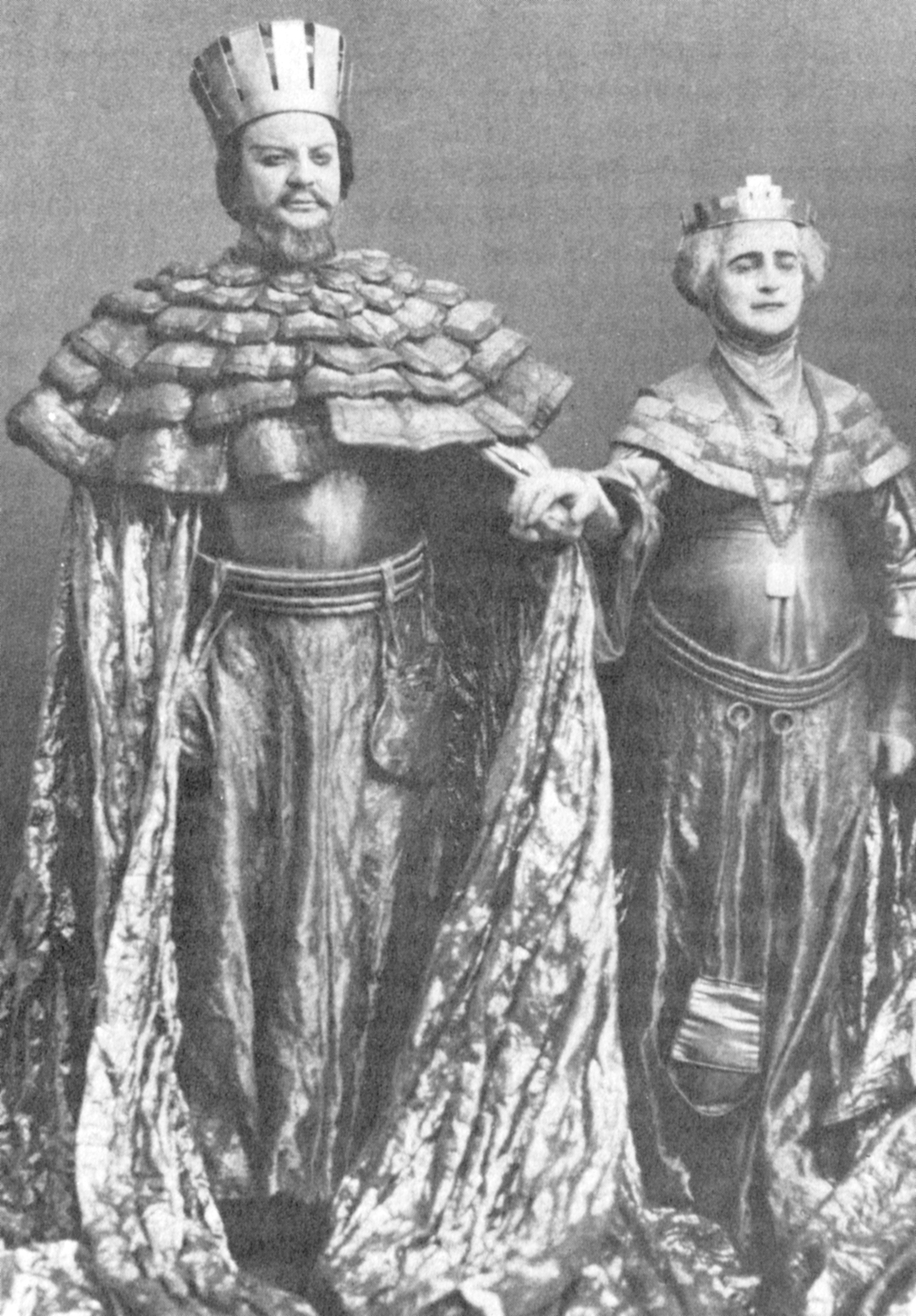
نیکولای ماسالیتینف در نقش کلادیوس (شخصیت) و اولگا کنیپر در نقش گرترود (هملت).

اجرای هملت در تئاتر هنری مسکو، اجرایی از هملت در سال‌های ۱۹۱۱–۱۹۱۲ بود که توسط کنستانتین استانیسلاوسکی و ادوارد گوردون کریگ تهیه شد. این نمایش به ویژه در تاریخ اجراهای هملت و به‌طور کلی تئاتر قرن بیستم اهمیت دارد. با وجود نقدهای خصمانه از سوی مطبوعات روسیه، این نمایش توجه جهانی پرشور و بی‌سابقه‌ای را به این تئاتر جلب کرد و نقدهایی در روزنامه تایمز بریتانیا و مطبوعات فرانسه از موفقیت بی‌چون و چرای آن تمجید کردند. این نمایش ، تئاتر هنری مسکو را «در نقشه فرهنگی اروپای غربی» قرار داد و به عنوان رویدادی مهم تلقی شد که بر تاریخ بعدی سبک تولید در تئاتر تأثیر گذاشت و انقلابی در صحنه‌آرایی نمایشنامه‌های شکسپیر در قرن بیستم ایجاد کرد. این نمایش «به یکی از مشهورترین و پرشورترین تولیدات در تاریخ صحنه مدرن تبدیل شد.»

## گاهشمار تولید
داستان کریگ و استانیسلاوسکی در سال ۱۹۰۸ آغاز شد، زمانی که ایزادورا دانکن، رقصنده عجیب و غریب آمریکایی، که از کریگ یک دختر داشت، این دو را به یکدیگر معرفی کرد. کریگ، یک تئاترکار انگلیسی، به خاطر طرح‌های نمادگرایانه و ساده‌ای که به نمایش‌هایی مانند «وایکینگ‌ها در هلگلند» اثر هنریک ایبسن آورده بود، مورد توجه قرار گرفته بود. در سوی دیگر این طیف، کنستانتین استانیسلاوسکی در حال خلق جهانی از تئاتر مبتنی بر واقع‌گرایی، پیچیدگی‌های درونی ذهن و ظهور روان‌شناسی بود. همان‌طور که بندتی اظهار داشت، «استانیسلاوسکی امیدوار بود از این نمایش برای اثبات این که «سیستم» اخیراً توسعه‌یافته‌اش برای خلق بازیگری واقع‌گرایانه و دارای توجیه درونی می‌تواند نیازهای رسمی یک نمایش کلاسیک را برآورده کند، استفاده کند.» در پاسخ به شور و شوق ابراز شده توسط ایزادورا دانکن در مورد کار کریگ، استانیسلاوسکی هیئت مدیره تئاتر هنری مسکو را تشویق کرد تا کریگ را به مسکو دعوت کنند. او در اکتبر ۱۹۰۸ وارد شد.
هیئت مدیره در ژانویه ۱۹۰۹ تصمیم گرفت که تولید را در طول فصل ۱۹۱۰ خود برگزار کند و کار بر روی پروژه بلافاصله آغاز شود.
تمرینات در مارس ۱۹۰۹ آغاز شد. در ماه آوریل، کریگ به روسیه بازگشت و با استانیسلاوسکی در سن پترزبورگ، جایی که گروه در حال تور بود، ملاقات کرد. آنها با هم نمایش را صحنه به صحنه و سپس خط به خط تجزیه و تحلیل کردند و یک برنامه تولید دقیق تدوین کردند که شامل صدا، نورپردازی و طرح کلی صحنه‌بندی بود. از آنجایی که هیچ‌کدام زبان دیگری را نمی‌فهمیدند، بحث‌های خود را با ترکیبی از انگلیسی و آلمانی انجام دادند. این موضوع در کنار این واقعیت که کریگ زمان کمی را در تمرین با بازیگران می‌گذراند، باعث شد بازیگران بگویند کار با کریگ بسیار دشوار است. کریگ بیشتر وقت خود را با یک ماکت ساخته شده در مقیاس واقعی صحنه گذراند، جایی که از حکاکی‌های چوبی بازیگران برای طراحی صحنه‌بندی استفاده می‌کرد. کریگ همچنین از آلیسا کونن، بازیگر نقش اوفلیا، بسیار سخت‌گیر بود و به دستور او گفت: «هیچ بازیگری نمی‌تواند این کار را انجام دهد» (اینس ۱۵۹). این موضوع تا حد زیادی به تمایل او به بازیگر برای تبدیل شدن به یک ابرعروسک خیمه‌شب‌بازی مربوط می‌شد؛ یعنی بازیگری که به کارگردان اجازه کنترل کامل و مطلق را بدهد. آنها در ماه مه به مسکو نقل مکان کردند و تا اوایل ژوئن، زمانی که استانیسلاوسکی به پاریس رفت، با هم کار کردند.
در فوریه ۱۹۱۰، کریگ به مسکو بازگشت. در این فاصله، استانیسلاوسکی اجرایی مهم از نمایش «یک ماه در روستا » اثر تورگنیف را توسعه داده بود که موفقیت آن، ارزش رویکرد «سیستماتیک» جدید او به کار بازیگر را نشان داده بود؛ او مشتاق بود تا مزایای آن را در بوته آزمایش تراژدی شکسپیر بسنجد. آنها قصد داشتند تا ماه آوریل با گروه تمرین کنند و پس از آن استانیسلاوسکی تا تابستان به تنهایی تمرین می‌کرد. در ماه اوت، کریگ یک بار دیگر بازمی‌گشت و نمایش در نوامبر ۱۹۱۰ افتتاح می‌شد.
همان‌طور که اتفاق افتاد، استانیسلاوسکی در ماه اوت به تب تیفوئید مبتلا شد و تولید تا فصل بعد به تعویق افتاد؛ استانیسلاوسکی تا آوریل ۱۹۱۱ نتوانست به تمرینات بازگردد. این نمایش سرانجام افتتاح شد.

## بازیگران

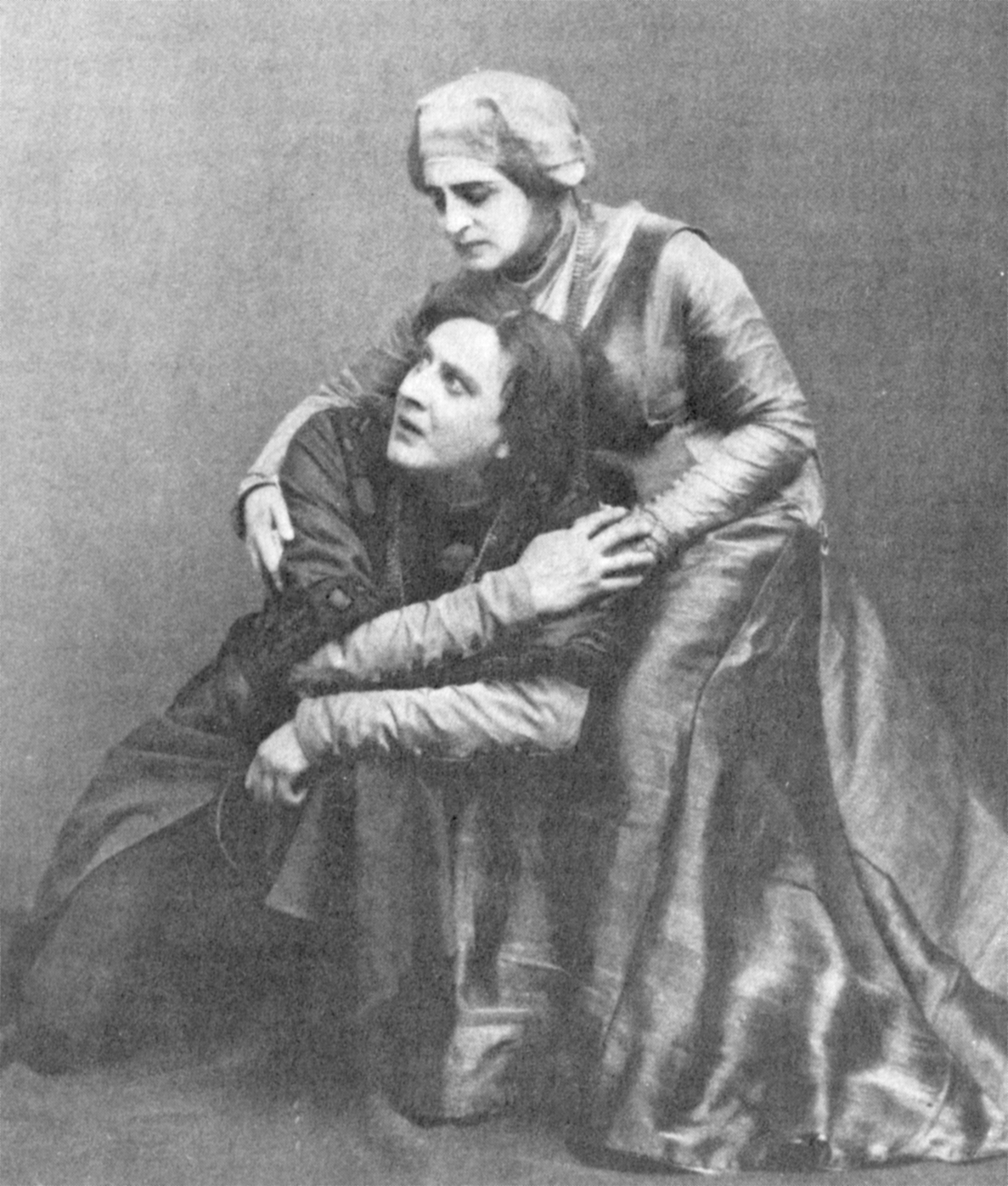
واسیلی کاچالوف در نقش هملت و اولگا نیپر در نقش گرترود (۳٫۴).

## رویکردهای زیبایی‌شناختی
روزی که شاهد مرگ هملت در تئاتر باشیم، چیزی از او برای ما می‌میرد. او توسط شبح یک بازیگر از تخت سلطنت به زیر کشیده می‌شود و ما هرگز قادر نخواهیم بود غاصب را از رویاهای خود دور نگه داریم.

موریس مترلینگ (۱۸۹۰).
وقتی استانیسلاوسکی در آوریل ۱۹۰۸ دعوت‌نامه‌اش را به کریگ فرستاد، او کاملاً مجذوب اشتیاق او برای همکاری با هنرمندان مترقی تئاتر شد. با این حال، استانیسلاوسکی از اینکه چشم‌اندازش برای آینده چقدر با کریگ متفاوت است، بی‌خبر بود. استانیسلاوسکی پس از آزمایش ناموفق خود با مایرهولد و استودیو، شروع به تأکید بر اهمیت بازیگر کرد. او معتقد بود که «نه صحنه، نه کارگردان و نه طراح نمی‌توانند نمایش را به پیش ببرند… این در دست بازیگر است». همین اصل بود که او را به تجدیدنظر قابل توجه در رویکرد بازیگر سوق داد. زمانی که استانیسلاوسکی از کریگ آگاه شد، شروع به توسعه مفاهیمی کرد که بعداً به عنوان ستون فقرات «سیستم» او عمل کردند. او مصمم بود که بازیگری خوب از انگیزه‌های درونی ناشی می‌شود نه نمایش‌های بیرونی. در حالی که ایده‌های استانیسلاوسکی تقریباً به‌طور کامل بر نقش بازیگر متمرکز بود، چشم‌انداز کریگ از یک تئاتر جدید، اهمیت بازیگران را به ابزاری که از طریق آن چشم‌انداز کارگردان به واقعیت تبدیل می‌شود، کاهش می‌داد. «بازیگر دیگر نباید خودش را بیان کند، بلکه باید چیز دیگری را بیان کند؛ او دیگر نباید تقلید کند، بلکه باید اشاره کند.» به نظر کریگ، تئاتر خوب مستلزم وحدت همه عناصر تحت کنترل یک نفر است.
کریگ در راستای گرایشی در جنبش سمبولیسم که نمایشنامه شکسپیر را اثری منظوم می‌دانست نه اثری برای صحنه، در مانیفست تأثیرگذار خود با عنوان «هنر تئاتر» (۱۹۰۵) نوشت که این اثر «ماهیت نمایش صحنه‌ای ندارد.» موریس مترلینگ، نمایشنامه‌نویس (که استانیسلاوسکی در تابستان ۱۹۰۸ برای گفتگو در مورد تولید آینده‌اش از «پرنده آبی» به دیدارش رفت) ۱۵ سال قبل استدلال کرده بود که بسیاری از بزرگ‌ترین درام‌های تاریخ تئاتر، از جمله هملت، «قابل اجرا روی صحنه نیستند.» در سال ۱۹۰۸، کریگ دوباره اصرار داشت که اجرای مناسب این نمایشنامه «غیرممکن» است. وقتی او این نمایشنامه را به ام ای تی پیشنهاد داد، می‌خواست «نظریه من را آزمایش کند که نمایشنامه شکسپیر به‌طور طبیعی به هنر تئاتر تعلق ندارد.»
کریگ این نمایش را به عنوان یک مونودرام نمادگرا تصور می‌کرد که در آن هر جنبه‌ای از نمایش تابع شخصیت اصلی نمایش خواهد بود: نمایش، تصویری رویاگونه را از نگاه هملت ارائه می‌دهد. برای پشتیبانی از این تفسیر، کریگ می‌خواست چهره‌های نمادین و کهن‌الگویی - مانند جنون، قتل و مرگ - را اضافه کند و هملت را در هر صحنه روی صحنه داشته باشد و در سکوت صحنه‌هایی را که در آنها شرکت نمی‌کند، مشاهده کند.استانیسلاوسکی نظر او را رد کرد. استانیسلاوسکی می‌خواست بازیگران متن را با احساسات خام و قابل لمس همراه کنند، البته هرگز از سیستم او دور نشوند. در همین حال، کریگ از بازیگران می‌خواست که سعی نکنند حالت عاطفی شخصیت‌های خود را به نمایش بگذارند.این به آن معنا نبود که او یک نمایش بی‌روح می‌خواست، بلکه برعکس، معتقد بود که متن به وضوح انگیزه‌ها و احساسات هر شخصیت را بیان می‌کند. او برای سادگی تلاش می‌کرد که کائورو اوسانای، در مجله تئاتر آموزشی، آن را «سادگی در بیان نه در محتوا» می‌نامد؛ بنابراین در برخی صحنه‌ها که استانیسلاوسکی می‌خواست اتفاقات زیادی رخ دهد، کریگ می‌خواست حرکت خیلی کم یا اصلاً حرکتی وجود نداشته باشد تا شعر حرف اول را بزند.

با وجود این تضاد آشکار بین زیبایی‌شناسی نمادگرایانه کریگ و رئالیسم روان‌شناختی استانیسلاوسکی، با این حال، این دو در برخی از فرضیات هنری مشترک بودند؛ این «سیستم» از تجربیات استانیسلاوسکی با درام نمادگرایانه توسعه یافته بود، که تأکید رویکرد او را از یک سطح بیرونی ناتورالیستی به دنیای درونی «روح» شخصیت تغییر داده بود. هر دو بر اهمیت دستیابی به وحدت همه عناصر نمایشی در کار خود تأکید کرده بودند.استانیسلاوسکی در نامه‌ای که در فوریه ۱۹۰۹ به لیوبوف گورویچ در مورد تولید اخیر خود از «بازرس دولت » گوگول نوشت، «بازگشت خود به رئالیسم» را تأیید کرد اما ابراز عقیده کرد که این امر مانع همکاری نخواهد شد:
البته، ما به رئالیسم، به رئالیسمی عمیق‌تر، پالایش‌شده‌تر و روانشناسانه‌تر بازگشته‌ایم. بیایید کمی در آن قوی‌تر شویم و بار دیگر به جستجوی خود ادامه دهیم. به همین دلیل است که گوردون کریگ را دعوت کرده‌ایم. پس از گشت و گذار در جستجوی راه‌های جدید، دوباره برای قدرت بیشتر به رئالیسم باز خواهیم گشت. من شکی ندارم که هر انتزاع روی صحنه، مانند امپرسیونیسم، می‌تواند از طریق رئالیسمی پالایش‌شده‌تر و عمیق‌تر حاصل شود. همه راه‌های دیگر نادرست و مرده هستند. 
با این حال، تفسیرهای کریگ و استانیسلاوسکی از نقش محوری نمایشنامه شکسپیر کاملاً متفاوت بود. دیدگاه استانیسلاوسکی از شاهزاده هملت، شخصیتی فعال، پرانرژی و مبارز بود، در حالی که کریگ او را به عنوان نمادی از یک اصل معنوی می‌دید که در مبارزه‌ای متقابلاً مخرب با اصل ماده، که در تمام محیط اطرافش تجسم یافته است، گرفتار شده است. کریگ احساس می‌کرد تراژدی هملت این است که او به جای عمل کردن، حرف می‌زند.

## طراحی بصری
مشهورترین جنبهٔ این نمایش، استفادهٔ کریگ از یک صحنهٔ واحد و ساده است که با استفاده از پرده‌های بزرگ و انتزاعی که اندازه و شکل فضای بازیگری را تغییر می‌دادند، از صحنه‌ای به صحنهٔ دیگر متفاوت بود. یک افسانهٔ تئاتریِ مداوم وجود دارد مبنی بر اینکه این پرده‌ها غیرعملی بودند و در طول اولین اجرا فرو ریختند.این افسانه را می‌توان به بخشی از کتاب «زندگی من در هنر» (۱۹۲۴) اثر استانیسلاوسکی نسبت داد؛ کریگ از استانیسلاوسکی خواست که داستان را حذف کند و استانیسلاوسکی اعتراف کرد که این حادثه فقط در طول تمرین رخ داده است. او در نهایت به کریگ سوگندنامه‌ای ارائه داد مبنی بر اینکه این حادثه به دلیل خطای دست‌اندرکاران صحنه بوده و نه طراحی پرده‌های کریگ.پرده‌ها ده فوت بلندتر از طرح‌های کریگ ساخته شده بودند که ممکن است در این حادثه نیز نقش داشته باشد. کریگ در نظر داشت که دست‌اندرکاران صحنه با لباس‌های مخصوص و قابل مشاهده، پرده‌ها را حرکت دهند، اما استانیسلاوسکی این ایده را رد کرد. این امر باعث بسته شدن پرده و تأخیر بین صحنه‌ها شد که حس سیالیت و حرکت ذاتیِ ایدهٔ کریگ را مختل کرد. چیدمان‌های مختلف پرده‌ها برای هر صحنه برای ارائه بازنمایی فضایی از وضعیت ذهنی هملت یا تأکید بر پیشرفت دراماتورژیک در طول یک توالی از صحنه‌ها، با حفظ یا تغییر عناصر بصری، مورد استفاده قرار گرفت. از نظر طراحی لباس نیز تفاوت‌هایی بین این دو هنرمند وجود داشت. به عنوان مثال، در صحنه‌ای که نمایش احمقانه در آن وجود داشت، کریگ آرزو داشت بازیگران ماسک‌های بزرگ بپوشند، اما استانیسلاوسکی این ایده را تحقیر کرد زیرا با سبک بازیگری واقع‌گرایانه مطابقت نداشت.در نهایت، مصالحه‌ای حاصل شد که به بازیگران اجازه می‌داد گریم همراه با ریش و کلاه گیس‌های عجیب و غریب داشته باشند (اینس ۱۵۸).
هسته اصلی تفسیر مونودراماتیک کریگ در صحنه‌پردازی صحنه اول دربار (۱٫۲) نهفته است. صحنه با استفاده از نورپردازی به وضوح به دو ناحیه تقسیم شده بود: پس‌زمینه به شدت روشن بود، در حالی که پیش‌زمینه تاریک و سایه‌دار بود. پرده‌ها در امتداد دیوار پشتی ردیف شده و در نور زرد پراکنده غرق شده بودند. از تخت بلندی که کلودیوس و گرترود بر روی آن نشسته بودند و در پرتوی طلایی مورب و روشن قرار داشت، هرمی فرود می‌آمد که نمایانگر سلسله مراتب فئودالی بود. این هرم توهم یک توده طلایی واحد و یکپارچه را ایجاد می‌کرد که به نظر می‌رسید سرهای درباریان از شکاف‌های آن بیرون زده است. در پیش‌زمینه در سایه تاریک، هملت خمیده دراز کشیده بود، گویی خواب می‌دید. توری بین هملت و دربار آویزان شده بود که این جدایی را بیشتر تأکید می‌کرد. در صف خروج کلودیوس، پیکرها در جای خود باقی ماندند در حالی که توری‌ها شل می‌شدند، به طوری که به نظر می‌رسید تمام دادگاه در مقابل چشمان تماشاگران ذوب شده است، گویی آنها تصویری از افکار هملت بودند که اکنون به جای دیگری معطوف شده بود. این صحنه، و به ویژه اثر توری، باعث تشویق تماشاگران شد، که در تئاتر مات بی‌سابقه بود.

## پذیرش
این نمایش با نقدهای بسیار انتقادی از سوی مطبوعات روسیه روبرو شد که عمدتاً شکایات آنها متوجه کریگ بود. یکی از منتقدان، این اجرا را «خفه شده توسط پرده‌های کریگ» توصیف کرد. نظر کلی منتقدان روسی این بود که مفهوم مدرن کریگ، توجه را از خود نمایش منحرف کرده است. با این حال، نیکولای افروس، اصرار داشت که علیرغم نقص‌های این نمایش، باید این تئاتر را به خاطر چیزهایی که آرزوی دستیابی به آنها را داشتند و حجم عظیم کاری که انجام دادند، تحسین کرد. مطبوعات انگلستان بسیار مهربان‌تر بودند و شایعاتی مبنی بر پیروزی بزرگ دیدگاه کریگ، علیرغم اینکه این نمایش در واقع یک شکست کامل بود، به سرعت در سراسر اروپای غربی پخش شد. در حالی که اولگا کنیپر (گرترود)، نیکولای ماسالیتینف (کلودیوس) و اولگا گزوفسکایا (اوفلیا) در مطبوعات روسیه نقدهای ضعیفی دریافت کردند، بازی واسیلی کاچالوف در نقش هملت به عنوان یک دستاورد واقعی مورد ستایش قرار گرفت، دستاوردی که توانست افسانه هملت رمانتیک اواسط قرن نوزدهم موچالوف را از بین ببرد.
سال‌ها بعد، کریگ با نگاهی به آن اجرا، احساس کرد که آن اجرا مانند «بردن خداوند متعال به یک سالن موسیقی» بوده است.

## نگارخانه

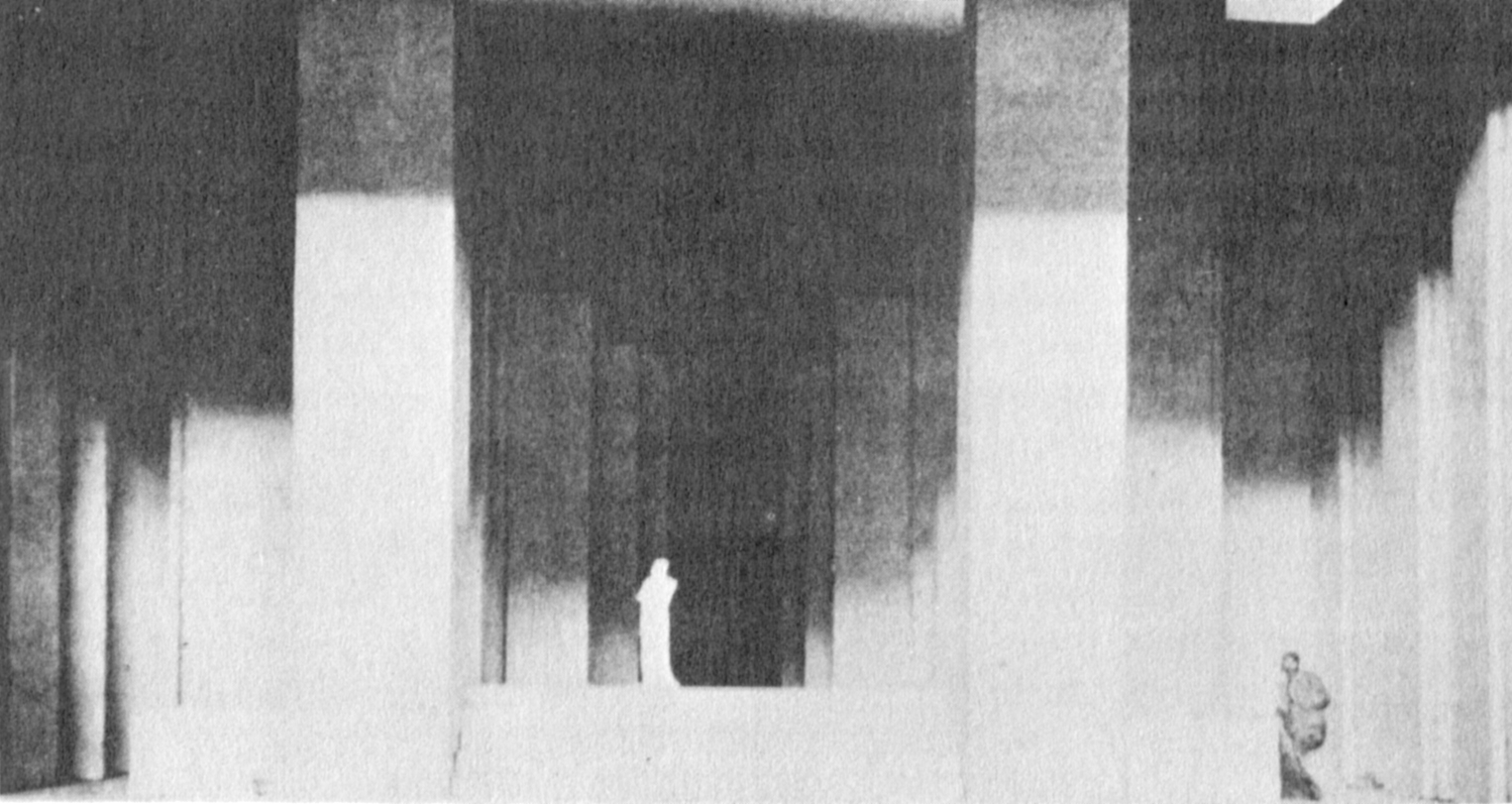
مدل کریگ برای صحنه آخر.
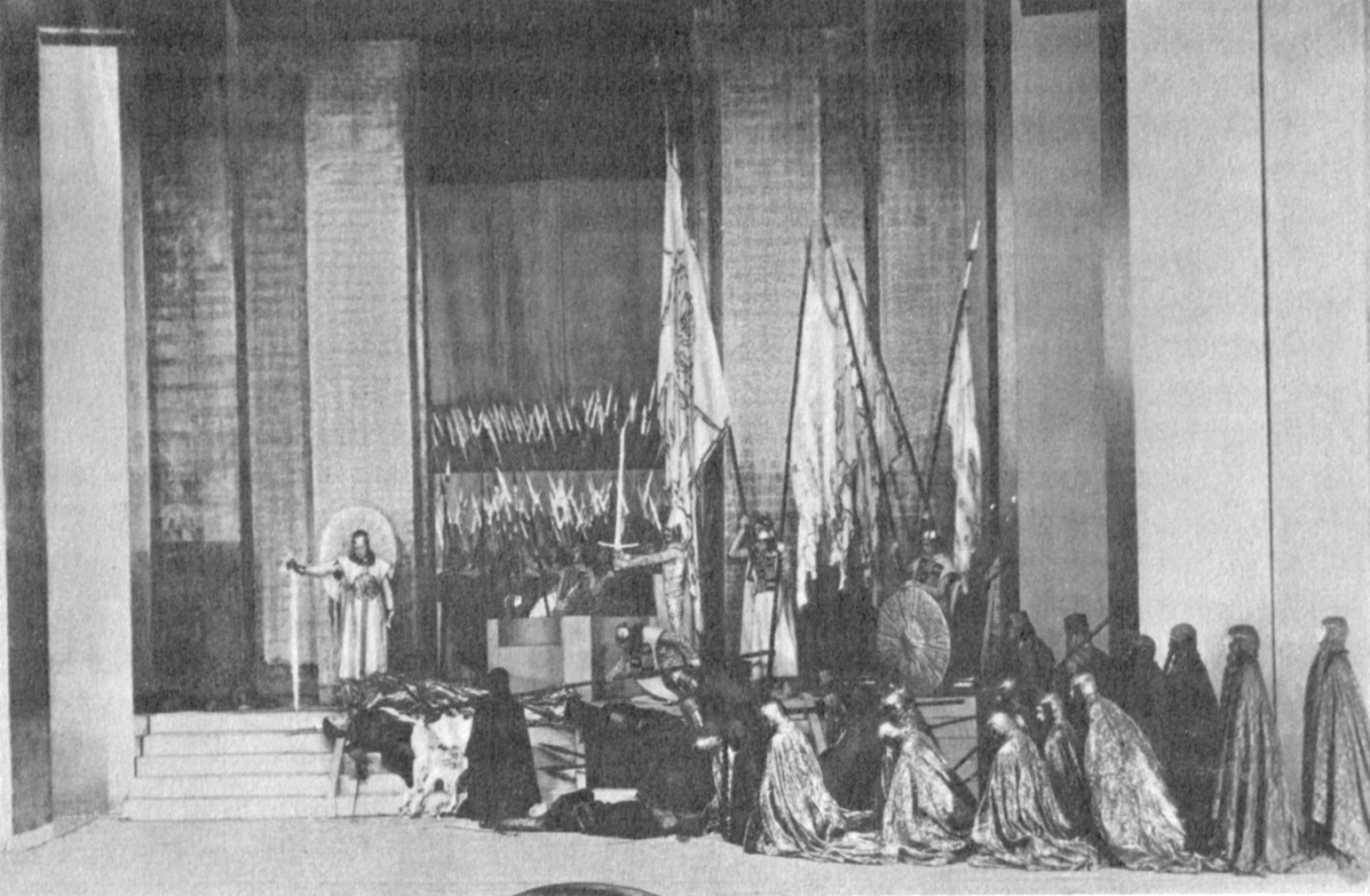
عکسی از صحنه پایانی در حال تولید.
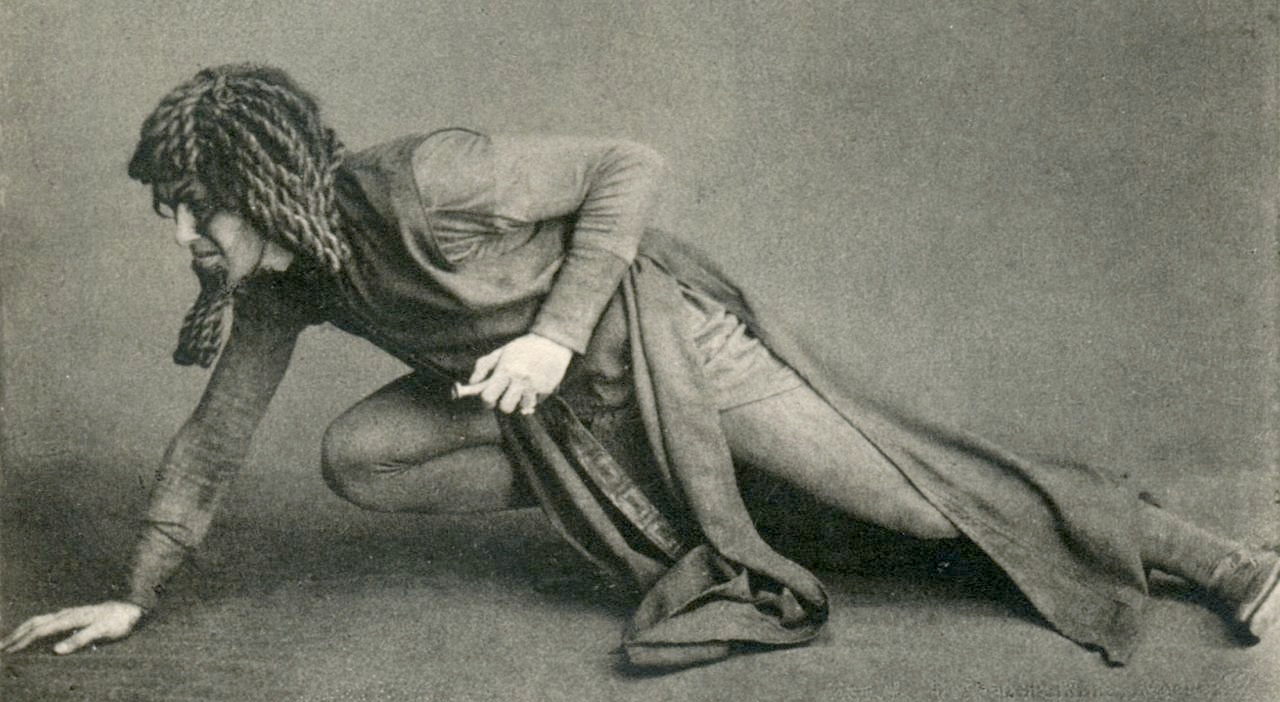
بی.ام. آلفونین در نقش لوسیانوس در نمایش احمقانهٔ «نمایشی در دل نمایش».